# Lanteira
Lanteira es una localidad y un municipio español situado en la parte meridional de la comarca de Guadix, en la provincia de Granada, comunidad autónoma de Andalucía. Limita con los municipios de Valle del Zalabí, La Calahorra, Alquife, Aldeire, Válor, Alpujarra de la Sierra, Bérchules y Jérez del Marquesado. Cabe destacar que gran parte de su término municipal se encuentra en el parque nacional de Sierra Nevada.

## Geografía

### Situación
| Noroeste: Valle del Zalabí y Alquife (por enclave) | Norte: Valle del Zalabí     | Noreste: La Calahorra   |
| Oeste: Jérez del Marquesado                        | Puntos cardinales           | Este: Alquife y Aldeire |
| Suroeste: Bérchules                                | Sur: Alpujarra de la Sierra | Sureste: Válor          |

## Demografía
Lanteira cuenta con una población de 543 habitantes (INE 2024).
| Gráfica de evolución demográfica de Lanteira entre 1842 y 2021                                                      |
| |
| Población de derecho según los censos de población del INE Población de hecho según los censos de población del INE |

## Economía

### Evolución de la deuda viva municipal
| Gráfica de evolución de la deuda viva del Ayuntamiento de Lanteira entre 2008 y 2019                                |
| |
| Deuda viva del Ayuntamiento de Lanteira en miles de euros según datos del Ministerio de Hacienda y Función Pública. |

## Administración y política
Los resultados en Lanteira de las últimas elecciones municipales, celebradas en mayo de 2023, son:
| Elecciones Municipales - Lanteira (2023) | Elecciones Municipales - Lanteira (2023) | Elecciones Municipales - Lanteira (2023) | Elecciones Municipales - Lanteira (2023) | Elecciones Municipales - Lanteira (2023) |
| Partido político                         | Partido político                         | Votos                                    | Votos                                    | Concejales                               |
| ---------------------------------------- | ---------------------------------------- | ---------------------------------------- | ---------------------------------------- | ---------------------------------------- |
|                                          | Partido Popular (PP)                     | 218                                      | 50,11 %                                  | 4                                        |
|                                          | Partido Socialista Obrero Español (PSOE) | 216                                      | 49,65 %                                  | 3                                        |

## Cultura

### Fiestas
Durante las fiestas patronales de Lanteira se celebra la función de moros y cristianos, como en buena parte del resto del Levante peninsular.
Del 13 al 17 de septiembre se celebran las fiestas patronales en honor al Santo Cristo de las Penas. En estas fiestas son tradición las preciosas procesiones en honor al patrón, y las dos corridas de toros realizadas los días 16 y 17, con sus tradicionales encierros.